# Хоппенхаупт, Иоганн Михаэль
Иоганн Михаэль Хоппенхаупт (Отец) (нем. Johann Michael Hoppenhaupt, 25 июня 1685, Мерзебург — 14 сентября 1751, Мерзебург) — немецкий архитектор и скульптор периода барокко. Представитель большой художественной семьи. Он был отцом художников-декораторов братьев Хоппенхаупт: Иоганна Михаэля Старшего (1709—1769) и Иоганна Кристиана Младшего (1719—1786), представителей фридерицианского рококо.

## Биография
Иоганн Михаэль Хоппенхаупт (Отец) родился в семье скульптора Михаэля Хоппенхаупта и Регины, урождённой Бейер, в Мерзебурге. После обучения строительному ремеслу в 1706 году со своим отцом отправился в Циттау (Саксония). Между 1708 и 1711 годами работал над оформлением интерьера церкви в Хайневальде, а в 1709 году обставил библиотечную комнату францисканского монастыря в Циттау (ныне городской музей).
Когда его отец умер в 1710 году, он вернулся в Мерзебург и возглавил семейную мастерскую. В 1713 году Иоганн Михаэль Хоппенхаупт получил титул придворного скульптора курфюрста Саксонии, а в 1717 году был назначен Строительным мастером курфюрста земли Саксония (Fürstlich Sächsischen Landbaumeister). Строительство Мерзебургского дворца и парка было заказано Хоппенхаупту герцогом Морицем Вильгельмом между 1727 и 1737 годами, равно как и реконструкция фасада внутреннего двора дворца с элементами декора в стиле барокко и меблировка дворцовой капеллы (1730—1731).
В 1735 году Хоппенхаупт построил павильон в городе Бад-Лаухштедт и так называемое «Obere Wasserkunst», башенное здание в стиле барокко на территории бывшего монастырского комплекса в Альтенбурге. После 1738 года Хоппенхаупт был утверждён в должности «строительного земельного мастера» (Landbaumeister) новым саксонским курфюрстом Фридрихом Августом II.
Иоганн Михаэль Хоппенхаупт с 1744 года жил со своей семьёй в доме в районе Унтеральтенбург в Мерзебурге, который они приобрели в 1717 году и который местные жители называли «Затонувшим замком» (Versunkenes Schlösschen; здание было снесено в 1988 году и перестроено в 1998 году с реконструированным фасадом). От первого брака с Доротеей Катариной Хюбнер И. М. Хоппенхаупт имел троих сыновей, продолжавших дело отца. После смерти жены Хоппенхаупт в 1745 году вступил во второй брак с Элизабет Ниренс.

## Творчество братьев Хоппенхаупт
После кончины Хоппенхаупта-Отца в 1751 году его младший сын Мориц Эренрайх продолжал семейное дело в Мерзебурге. Старший сын с таким же именем, как и у отца: Иоганн Михаэль Хоппенхаупт, прозванный Старшим, и его брат Иоганн Кристиан Хоппенхаупт, прозванный Младшим, стали работать в Пруссии при дворе Фридриха II и, вместе с другими художниками, сыграли важную роль в формировании стиля фридерицианского рококо.
Иоганн Михаэль Хоппенхаупт Старший, получив образование рисовальщика и скульптора-орнаменталиста, работал в Дрездене и Вене. В 1740 году он последовал к прусскому двору со своим младшим братом Иоганном Кристианом по призыву короля Фридриха II, который искал ремесленников для украшения своих дворцовых зданий. В первые годы братья Хоппенхаупт работали под руководством главного интенданта королевских дворцов и садов (Oberintendanten der königlichen Schlösser und Gärten), архитектора Георга Венцеслауса фон Кнобельсдорфа, а также «Директора украшений» (Directeur des ornements) Иоганна Августа Наля.
Братья работали сообща, их орнаментальные мотивы схожи, и почти все их произведения не имеют подписи, что в XVIII веке было обычным делом. Поэтому большинство их рисунков и чертежей, иногда сделанных по эскизам И. А. Наля, атрибутируются условно. Иоганн Август Наль покинул Пруссию в 1746 году, и братья Хоппенхаупт заканчивали многие его работы.
В Потсдамской резиденции братья Хоппенхаупт в 1746—1747 годах оформили Концертный зал во дворце Сан-Суси с резными деревянными панелями на стенах, десюдепортами, лепными рамами картин и зеркал. В 1748—1749 годах братья разработали проекты дверей мраморного зала, двух комодов для кабинета и спальни, а также рисунки для украшений наличников окон и каминов.
Хоппенхаупт-старший работал в Бреслау и Берлине, оформлял королевские апартаменты в берлинском дворце Монбижу. Новый дворец в Потсдаме, построенный в 1763—1769 годах, был обставлен мебелью под руководством младшего брата Иоганна Кристиана, который использовал проекты Иоганна Михаэля Старшего 1754 года. Иоганн Михаэль Хоппенхаупт Старший, вероятно, вернулся в Мерзебург во второй половине 1750-х годов, где и умер.
Художники-декораторы, которым король Фридрих II поручал оформлять комнаты своих резиденций, создавали также проекты королевских карет. В 1740-х годах почти все без исключения экипажи рисовал Иоганн Михаэль Хоппенхаупт Старший. Выполнение его проектов было поручено мастерам Берлина и Потсдама. Сохранилось лишь несколько его моделей, например, карета 1746 года, которую Фридрих II подарил русской царице Елизавете Петровне. Этот экипаж, наряду с многими другими, экспонируется в Оружейной палате Московского Кремля.
В сравнении со стилем французского рококо мебель братьев Хоппенхаупт отличается по-барочному тяжёлыми картушами и гирляндами из позолоченной бронзы. Но особенную славу братья стяжали техникой интарсии в стиле Андре-Шарля Буля — сочетанием красного дерева, панциря черепахи, олова и перламутра с мотивами шинуазри, цветами и плодами.
К концу своей деятельности Иоганн Михаэль Хоппенхаупт Старший создал около восьмидесяти проектов оформления интерьеров с украшениями стен и потолков, каминами, мебелью, часами, люстрами. Его рисунки были награвированы между 1751 и 1755 годами одним из самых успешных немецких книжных иллюстраторов XVIII века Иоганном Вильгельмом Мейлем, другие были изданы аугсбургским гравёром и издателем Иоганном Георгом Хертелем Младшим.

## Галерея

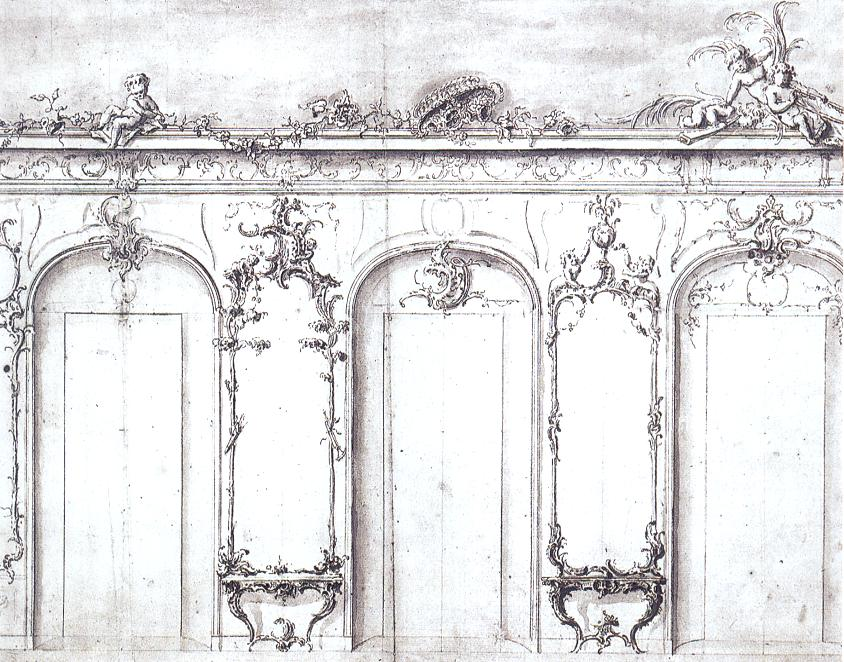
Проект ламбри для Золотой галереи Нового крыла дворца Шарлоттенбург в Берлине. 1742—1743
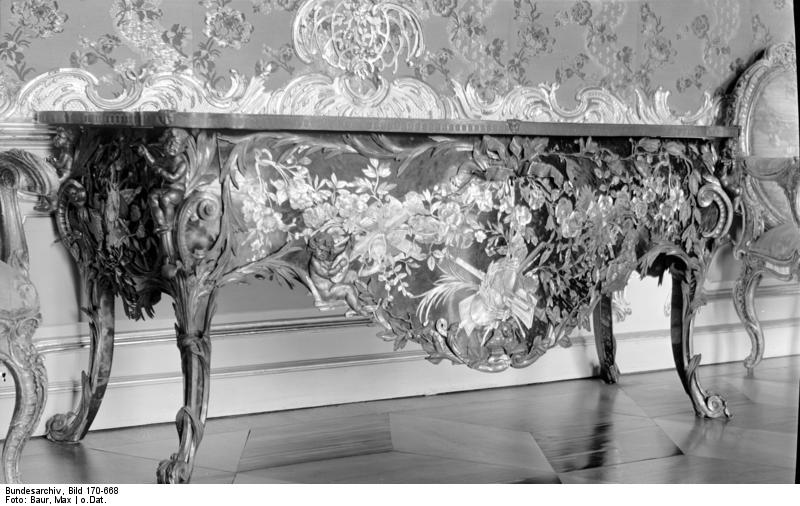
«Музыкальный ящик» (Musiktruhe). Новый дворец, Потсдам. Архивная фотография
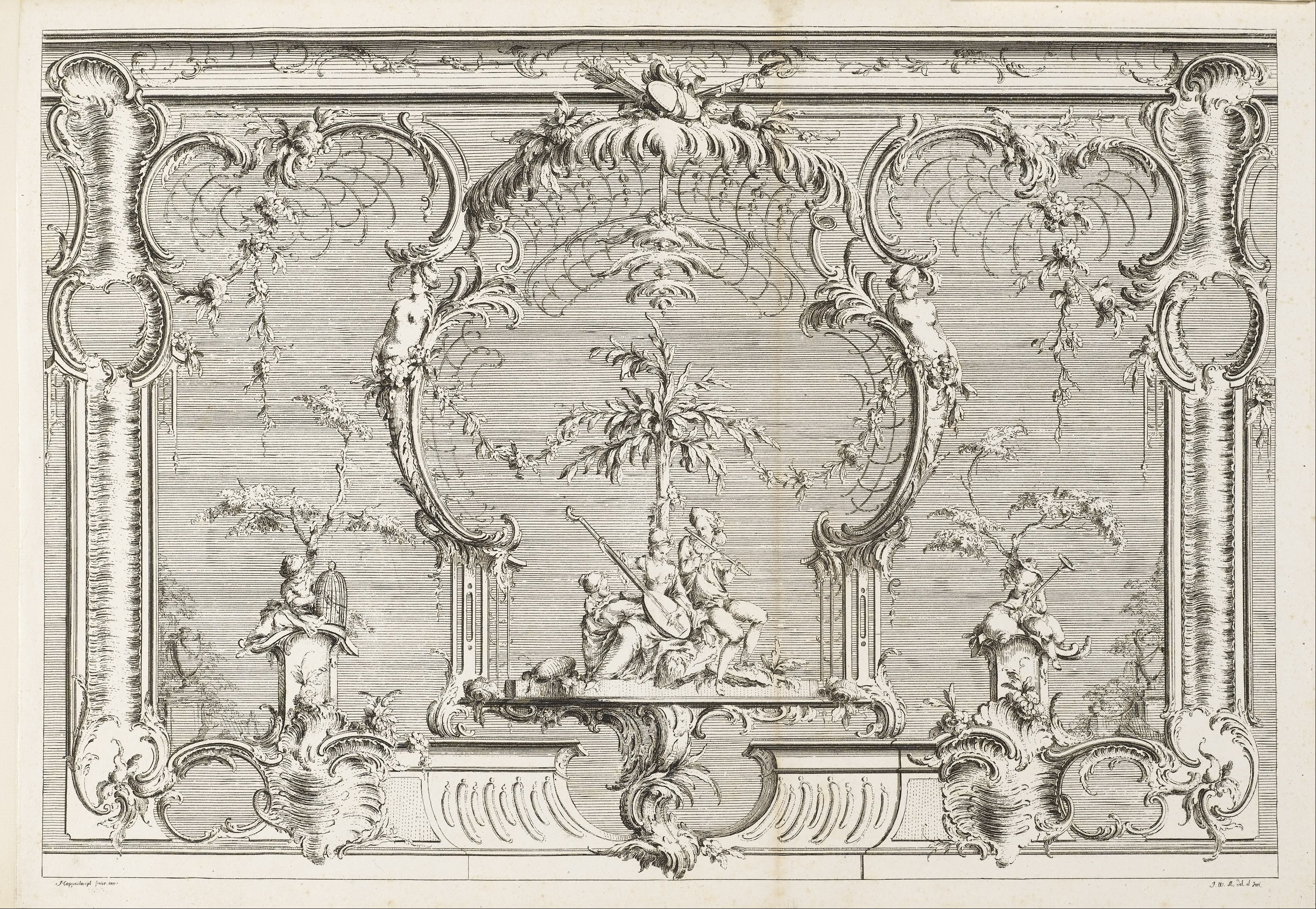
Проект каминного экрана. Гравюра И. В. Мейля. 1753
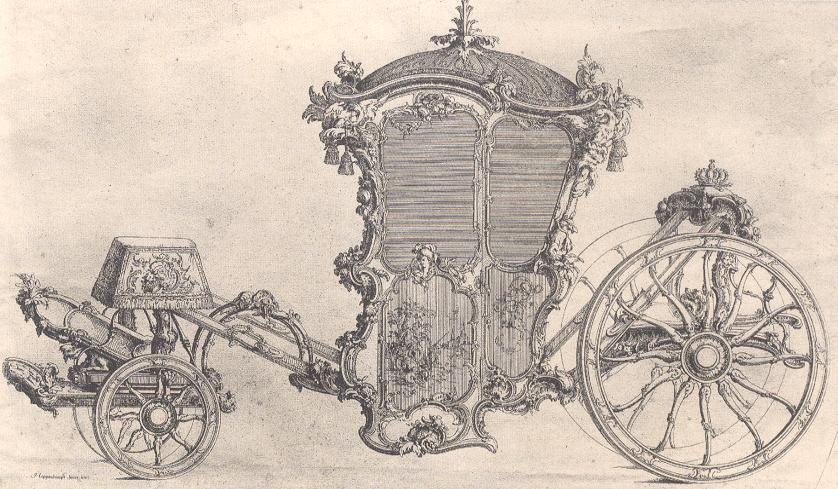
Kaross-Coupé. Проект кареты, впоследствии подаренной королём Фридрихом II российской императрице Елизавете Петровне. Гравюра И. В. Мейля. 1745